# Яким Ігнатович
Яким Ігнатович (? — бл. 1760) — український політичний та військовий діяч, кошовий отаман Війська Запорозького у 1744, 1748—1749 і 1754 роках.

## Життєпис
Про місце і дату народження немає відомостей. Можливо, батька звали Ігнат. Для того, щоб відрізняти від інших Ігнатовичів, додавали січове прізвисько Малий, також у документах називався Гнатович. Належав до Вищестебліївського куреня. У 1742 році стає військовим осавулом.
У 1744 році обирається кошовий отаманом. На цей час припали суперечки запорожців за межі володінь з Річчю Посполитою та Кримським ханством. Кошовий отаман постійно вів листування з цього приводу з київським генерал-губернатором М. І. Леонтьєвим. Того ж року відправив курінних отаманів Павла Козелецького та Івана Шостака для перемовин з татарами з приводу утворення тими Кизикерменського перевозу.
Того ж року Ігнатовичу довелося розв'язувати спірні земельні питання з донськими козаками. Для цього у серпні була створена спеціальна комісія, до складу якої Ігнатович відправив полковника Чорного. Згодом послав на річку Кальміус полковника Івана Прокоф'єва з 20 козаками для переговорів щодо місць полювання та риболовлі біля Кальміусу, Кальчика, Єланчика, Міусу та Темерніку. Втім на усіх перемовинах не було досягнуто належного результату, й Ігнатовича не обрали на 1745 рік.
У 1748 році його вдруге обирають на посаду кошового. Із самого початку довелося розв'язувати питання нападів татар на Бугогардівську паланку, про що він доповів М. Леонтьєву. 1748 року татари мали повернути козакам відігнаний ними п'ятисоткінний табун з Гарду, але не повернули на вимоги козаків та ще й помстилися, знищивши гардівську церкву. І ця справа доволі довго мандрувала у листуванні між кошовим і генерал-губернатором. Та вже в серпні 1748 року «во известие, что хан за Гардовое разорение ногайских татар человек с 40 под крепком караулом из Очакова привез и трех повесил…». Таким чином, хоч якоюсь мірою, але розбійний напад ногайських татар на Гард і розорення церкви засудив хан, і деяких з нападників покарано. У 1749 році Якима Ігнатовича ще раз обирають кошовим отаманом. Після цього у 1750 році він поступився владою Василеві Сичу.
У 1752 році вимушений був вирушити до Глухова, де розглядався його конфлікт з миргородським сотником Василем Зарудним. Втім, справу програв, повернутися зміг на Січ лише наступного року. У 1753 році стає полковником Інгульської паланки.
У 1754 році знову обирається кошовим отаманом. Під час своєї каденції створив школу, яка впродовж 15 років готувала писарів для військових канцелярій усієї України. Керівником школи був товариш Кущівського куреня Андрій Іванович Крячок. Помер Яким Ігнатович, за деякими відомостями, у 1760 році, під час епідемії чуми.